# جاي نوغينت
جاي نوغينت (بالإنجليزية: Jay Nugent)‏ هو موسيقي أمريكي، ولد في 20 نوفمبر 1972.

## وصلات خارجية
- جاي نوغينت على موقع ميوزك برينز (الإنجليزية)
- جاي نوغينت على موقع ميوزك برينز (الإنجليزية)
- جاي نوغينت على موقع أول ميوزيك (الإنجليزية)
- جاي نوغينت على موقع ديسكوغز (الإنجليزية)
- جاي نوغينت على موقع ديسكوغز (الإنجليزية)